# 彼得·基尔萨诺夫
彼得·谢苗诺维奇·基尔萨诺夫（俄语：Пётр Семёнович Кирсанов；1919年1月1日—1991年11月7日）是苏联军事人物，苏联空军元帅（1982年）。苏联功勋军事飞行员。

## 生平
1919年出生于卡盧加省。1941年加入联共（布）。
1936年8月参加红军。1938年毕业于卡恰军事航空学校。1939年至1940年参加苏芬战争。1941年6月22日德国进攻苏联，基尔萨诺夫在第一时间奔赴前线作战。在一次护卫轰炸机任务中，由于天气原因和指挥失误，造成轰炸机在涅瓦河附近因燃料耗尽而坠毁，六名队友牺牲。他从中队长被降职为普通飞行员。
此后，历任航空战斗机第153团飞行员、副中队长、中队长。1943年1月至1945年，任前线航空战斗机战术指导员。战争中共完成323次作战任务，在空战中单独击落8架敌机，与队友一起击落6架。（另有来源指出6次个人和3次团体战绩）
二战结束后，继续在军队服役。1950年毕业于莫尼诺空军学院。1950年至1952年，任空军作战训练总局部门负责人，然后任某战斗机师师长。1958年毕业于总参谋部军事学院。1958年至1963年，任空军第24集团军副司令。1963年至1967年，任空军作战训练部副部长。1967年11月至1970年12月，任远东特别空军第1集团军司令。1970年12月至1979年，任空军副总司令，负责战斗训练。1979年至1983年，任远东空军司令。1982年12月16日，晋升空军元帅。
1983年毕业于总参谋部军事学院高级进修班。1983年至1987年，任苏军中央航空安全总监。1987年至1988年，任空军副总司令兼航空安全局局长。1988年5月至1991年11月，国防部总监察组成员。
1991年11月7日在莫斯科去世。安葬于特罗耶库罗夫公墓。
主要荣誉：列宁勋章一枚、十月革命勋章一枚、红旗勋章五枚、一级卫国战争勋章二枚、红星勋章三枚、三级在苏联武装力量中为祖国服务勋章一枚。其他国外勋章、奖章多枚。1966年荣获“苏联功勋军事飞行员”荣誉称号。